# Paul de Trejoito
Além do estatuto conferido pelo Plano Director Municipal de Benavente como Área de Conservação da Natureza, o Paul de Trejoito contém uma grande diversidade de micro-habitats.
Esta área húmida surge como ponto de apoio em particular para a avifuana aquática, surgindo como ponte entre a Reserva Natural do Paul do Boquilobo e a Reserva Natural do Estuário do Tejo. Esta área tem vindo a ser modificada com vista à conversão em arrozal, sendo as principais ameaças à sua integridade o enxugo a drenagem, e a poluição da água, por excesso de pesticidas e fertilizantes.

## Caracterização
No que respeita a fauna e flora o Paul de Trejoito caracteriza-se por:

### Flora
É constituído por vegetação dominada maioritariamente por caniço, com áreas de água livre com nenúfares, Ninféia e Nymphaea lotus. Os terrenos envolventes são compostos por montados de sobreiro (Quercus suber) e pinheiro (Pinus pinaster), destacando-se também grandes manchas de estevas (Cistus ladanifer).

### Fauna

#### Aves
Estão inventariadas no Paul cerca de 150 espécies de aves, sendo que 27 destas estão consideradas ameaçadas.
Nidificam no Paul várias espécies, sendo que se destacam:
- Himantopus, Pernilongo (Himantopus himantopus)
- cegonha-branca (Ciconia ciconia)
- colhereiro (Platalea leucorodia)
- maçarico-de-bico-direito (Limosa limosa)

Estes indivíduos pernoitam em abrigos localizados na Reserva Natural do Estuário do Tejo e durante o dia vão alimentar-se para arrozais deste e doutros pauis. Destacam-se algumas ave de rapina, tais como:
- Tartaranhão-ruivo-dos-pauis (Circus aeruginosus)
- milhafre-preto (Milvus migrans)
- peneireiro-cinzento (Elanus caeruleus)

#### Mamíferos
São habitantes do Paul de Trejoito a lontra (Lutra lutra) e o toirão (Mustela putorius).

## Galeria

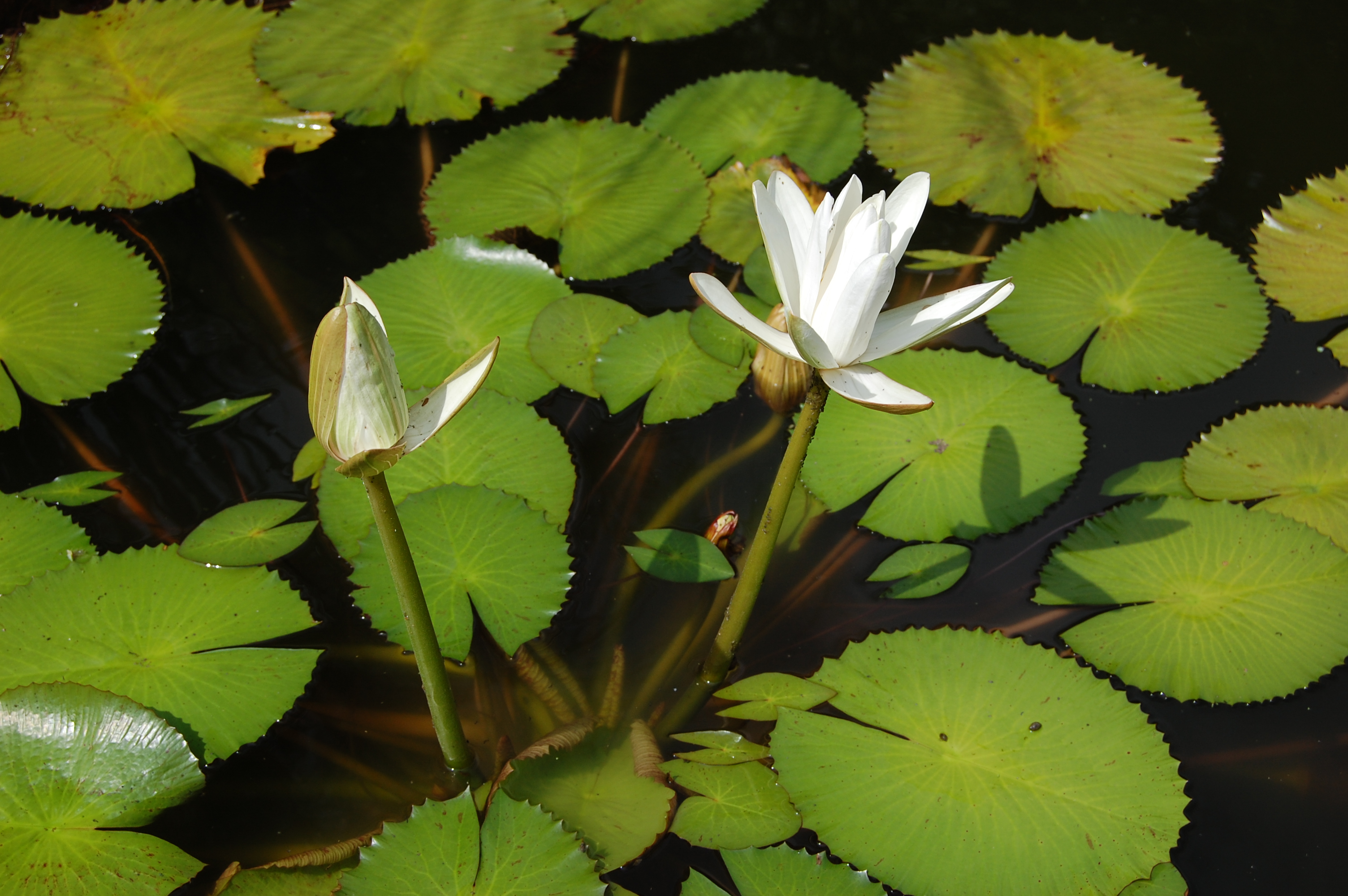
Nenúfar
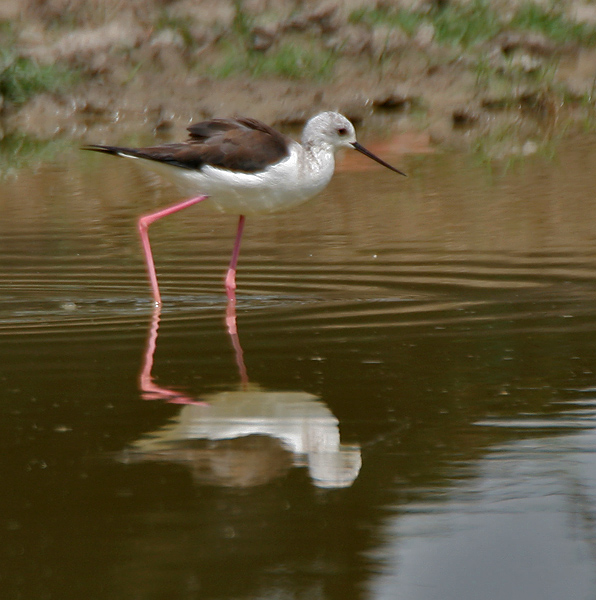
Pernilongo
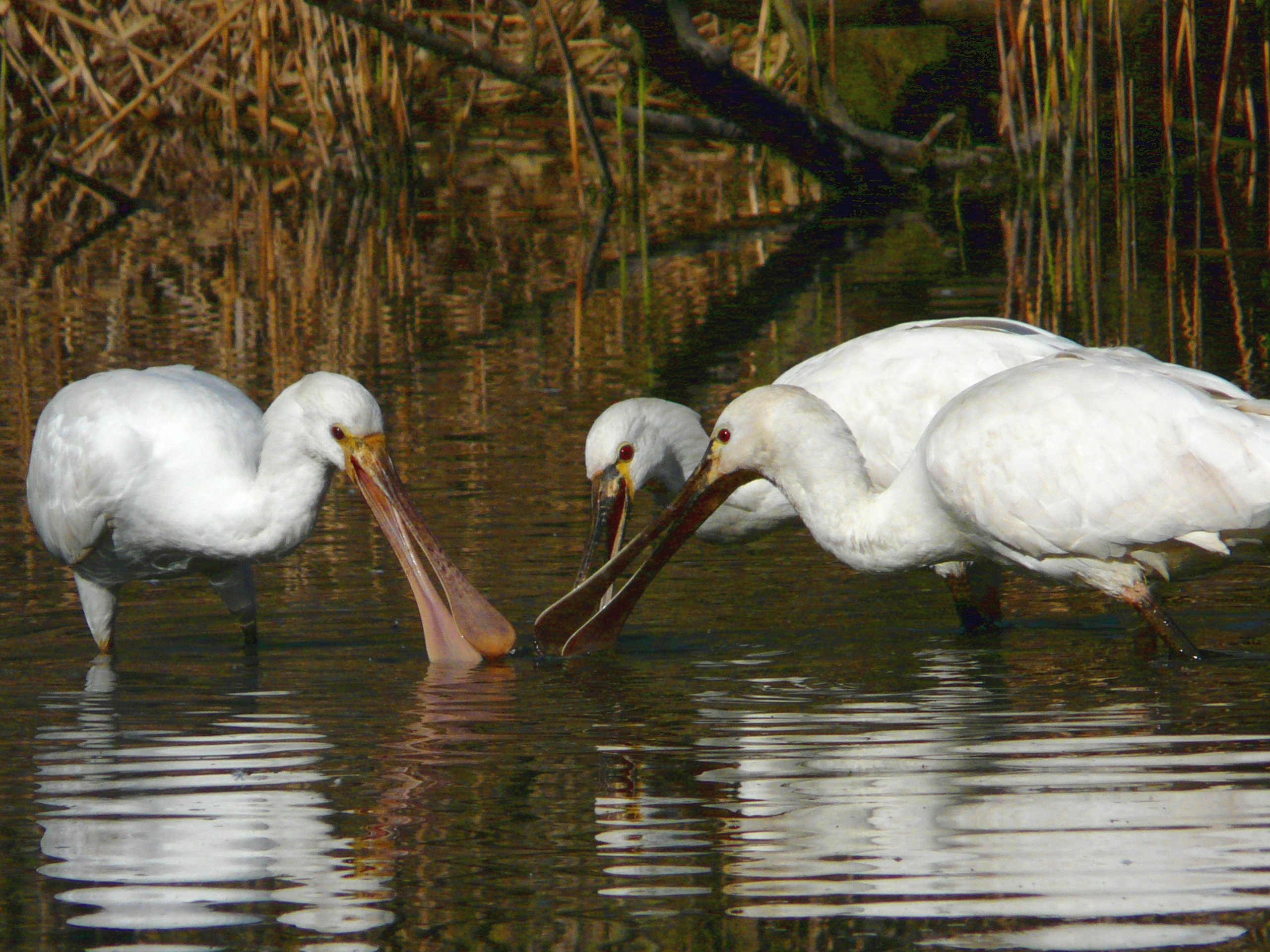
colhereiro
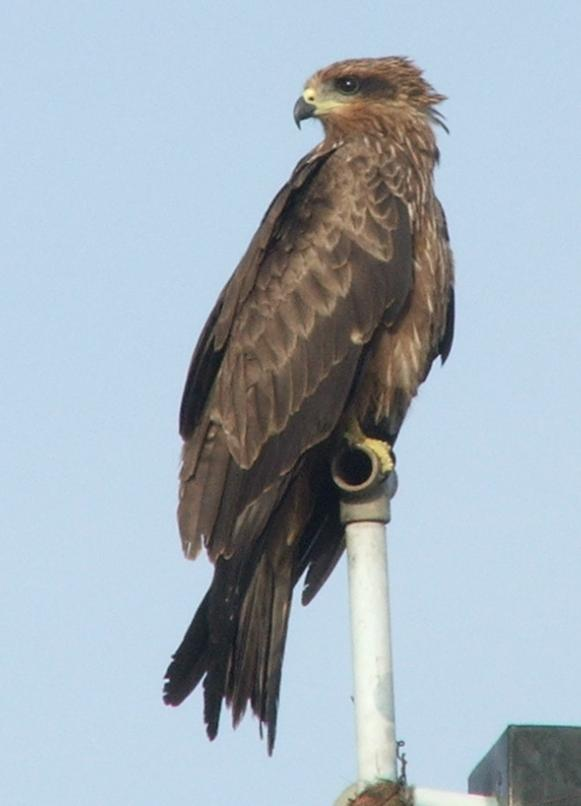
milhafre
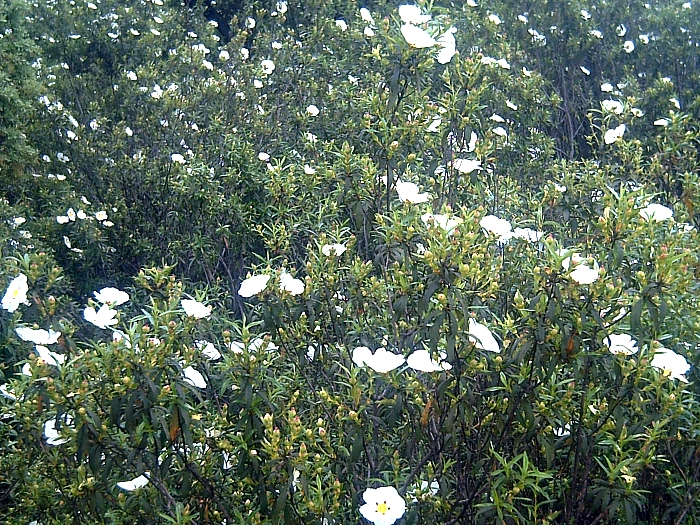
Estevas
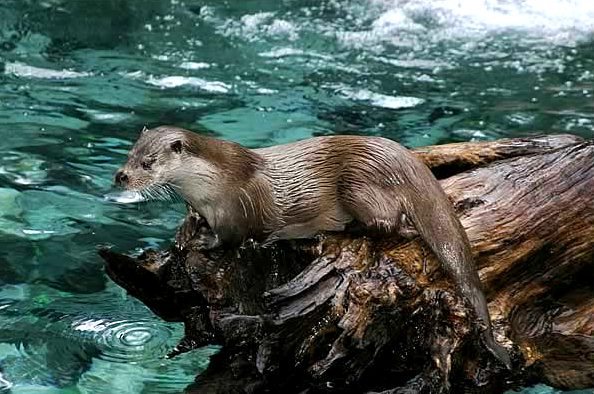
Lontra
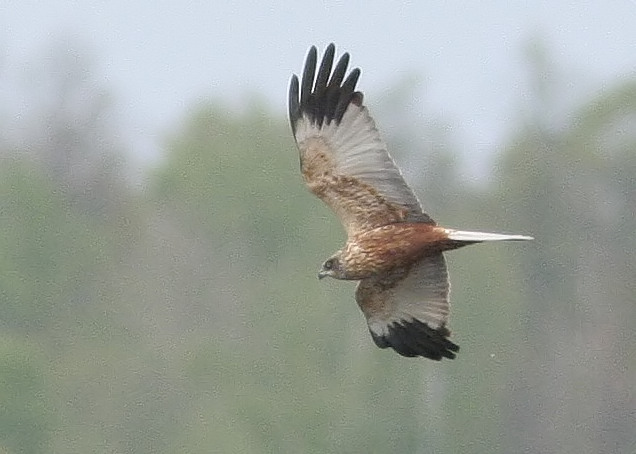
tartaranhão
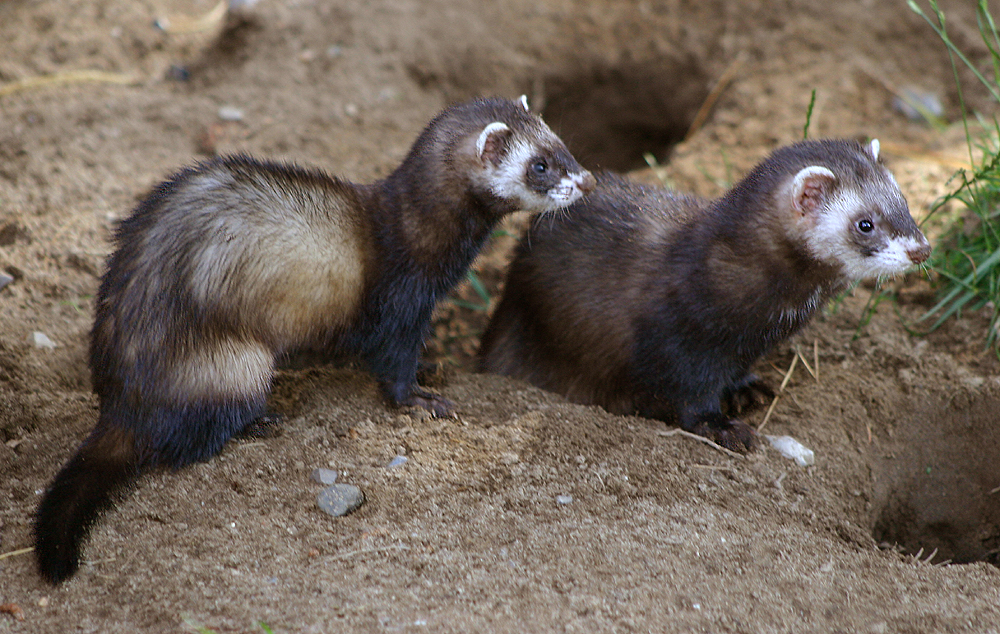
Toirão